# Gai Horaci Pulvil
Gai Horaci Pulvil (llatí: Gaius Horatius M. f. M. n. Pulvillus) va ser un magistrat romà possiblement fill de Marc Horaci Pulvil (cònsol). Formava part de la gens Horàcia, i era de la família dels Horaci Pulvil.
Va ser elegit cònsol l'any 477 aC junt amb Tit Meneni Lanat. Va ser enviat a continuar la guerra amb els volscs, però va ser cridat per fer front als etruscs que s'havien apoderat del Janícul i havien creuat el Tíber després de derrotar els Fabii a Cremera i al cònsol Lanat. Pulvil va lluitar contra els etruscs en una primera batalla prop del temple de l'Esperança, sense resultat decisiu, però a la segona batalla a la porta Col·lina, es va imposar.
Horaci Pulvil va ser cònsol per segona vegada vint anys després, el 457 aC amb Quint Minuci Esquilí Augurí i va fer la guerra als eques als que va derrotar destruint Corbió.
Va morir l'any 453 aC de l'epidèmia de pesta que aquell any va afectar Roma. També havia estat àugur.